# 潮阳行政区划

## 现时区划

### 潮阳区
截至2009年，潮阳区下辖4个街道办事处、9个镇。
- 街道办事处：文光街道、城南街道、棉北街道、金浦街道。
- 镇：海门镇、河溪镇、和平镇、西胪镇、关埠镇、金灶镇、谷饶镇、贵屿镇、铜盂镇。

| 潮阳区行政区划一览表 |                 |            | |
| 镇街                 | 面积 (平方公里) | 驻地       | 居民委员会、村民委员会 |
| 文光街道             | 15.1            | 兴归居委会 | 兴归居委会、文光居委会、平和东居委会、西双居委会、平东居委会、桃园居委会、西门居委会、双望居委会、旷园居委会、古帅居委会 |
| 城南街道             | 29.8            | 新宫居委会 | 新华居委会、五响居委会、新宫居委会、后双园居委会、口关居委会、龙井居委会、五仙居委会、东内居委会、沧洲居委会、大南居委会、凤上居委会、凤北居委会、凤南居委会、凤东居委会 |
| 棉北街道             | 32.215          | 平北居委会 | 平西居委会、平北居委会、平南居委会、白竹居委会、五三居委会、五二居委会、蝴蝶居委会、棉田居委会、东家宫居委会 |
| 金浦街道             | 44.16           | 三堡社区   | 三堡社区、寨外村、南门村、梅东村、梅西村 |
| 海门镇               | 38.5            | 不详       | 新德居委会、莲新居委会、东门居委会、城南居委会、城关居委会、城北居委会、和睦居委会、西南门居委会、北新居委会、北门居委会、莲花峰居委会、海兴居委会、湖边村、竞海村、坑尾村、洪洞村 |
| 河溪镇               | 55.66           | 河溪居委会 | 河溪居委会、湖东村、华东村、西陇村、南陇村、上坑村、东陇村、上陇村、新乡村、南田村、中田村、西田村 |
| 和平镇               | 51.9            | 中寨居委会 | 中寨居委会、新和居委会、凤善居委会、凤皋居委会、和平居委会、和铺居委会、高丰居委会、白石居委会、里美居委会、塘围居委会、下寨居委会、下厝居委会、新龙居委会、五和居委会、练北居委会、潮联居委会、临昆上居委会、塭内居委会、练丰居委会、安轿村、丰民村、练岗村                                                                                                 |
| 西胪镇               | 109             | 西一居委会 | 西一居委会、西二居委会、竹林居委会、波美居委会、海田村、后埔村、乌石村、东凤村、西凤村、南凤村、泉塘村、陂头村、东潮村、竹岭村、洋文村、店后村、兴平村、青山村、埔尾村、龙西村、内輋村、龙溪村、里溪村、尖山村、外輋村、岩前村、乌岩村 |
| 关埠镇               | 54.46           | 关埠居委会 | 关埠居委会、桥东居委会、福仓居委会、港底居委会、玉一村、玉二村、玉山村、集德村、新洪村、洋贝村、田东村、东湖村、桥头村、上底村、溪西欧村、埔上村、堂后村、下底村、三村村、西平村、河腰村、巷内村、巷口村、庄厝村、宅美村、上仓村、路外村、路内村、井美村、树下村                                                                                             |
| 金灶镇               | 78.9            | 金玉居委会 | 金玉居委会、澄港、潮美、溪头、新港、新基洋、新荣、新庙、新陈、舒荣、彭厝、前洋、柳岗、官坑、河尾、金溪、径头、沟头、芦塘、花园、后洋、华岗、乐安、外洋、外美、阳美、仙田、石鼓、东里、东坑、田心围、玉路、玉浦、玉林、大吴、下寮、徐寮、邹阳、仙阳、新寨头、广美、高斗、港内、何厝、人家头、路头、旗头、涂寨、寨内、后林、光溪、东仓、金沟、灶市（名单不全） |
| 谷饶镇               | 71.8            | 上堡居委会 | 上堡居委会、茂广居委会、华光居委会、仙波居委会（原新陂）、新兴居委会、大坑村、溪美村、新厝村、头埔村、东明村、东星村、横山村、沟南村、后沟村、乌窖村、官田村、莲塘村、径脚村、屯内村、仙地村、深洋村、案前村、新寮村、石壁村、石光村、木丹坑村 |
| 贵屿镇               | 52.17           | 贵屿居委会 | 龙港居委会、仙彭居委会、华美居委会、南安居委会、北林居委会、联堤居委会、东洋居委会、贵屿居委会、渡头村、仙马村、凤港村、凤新村、泗美村、玉窖村、后望村、新厝村、湄洲村、佳安村、山力村、下陇村、新乡村、坑仔村、浮山村、山联村、山前村、西美村、石夹村 |
| 铜盂镇               | 42.4            | 铜钵盂     | 铜钵盂居委会、胜前居委会、老溪西居委会、华岐村、草尾村、河陇村、溪边村、深岭村、新桥村、集星村、光星村、岐美村、宅美村、屿南村、屿北村、玉窖村、双岐村、潮港村、凤田村、凤壶村、市上村、新岐村、溪东里村、肖渡村、桶盘村、树香村、李仙村、洋美村 |

### 潮南区
截至2009年，潮南区下辖1个街道办事处、10个镇。
- 街道办事处：街道办事处：峡山街道。
- 镇：：井都镇、陇田镇、雷岭镇、成田镇、红场镇、胪岗镇、两英镇、仙城镇、陈店镇、司马浦镇。

| 潮南区行政区划一览表 |                 |              | |
| 镇街                 | 面积 (平方公里) | 驻地         | 居民委员会、村民委员会 |
| 峡山街道             | 46.403          | 峡山居委会   | 峡山居委会、寨外林居委会、东山居委会、董塘居委会、汕尾居委会、桃溪居委会、泗联居委会、洋内居委会、沙溪居委会、桃陈居委会、南里居委会、义英居委会、下东浦村、练南村、上西沟村、上东浦村、陈禾陂村、英大埔村、洋汾陈村、洋汾林村、溪南村、拱桥村、 拱上村、西港村、上家村、沟头村、西沟村、东沟村、华桥村、东溪村、潮东村、陇美村、溪心村、大宅村、莲青村、李围村。 |
| 井都镇               | 43.5            | 神山居委会   | 古埕居委会、平湖西居委会、神山居委会、上南居委会、平湖东村、平湖新村、凤光村、新明村、和丰村、连丰村、陇一村、陇二村、诗家村、双山村。 |
| 陇田镇               | 70.96           |              | 东仙居委会、东波居委会、兴陇居委会、溪西居委会、仙家居委会、浩溪居委会、华瑶居委会、田二居委会、珠埕村、合力村、敦灶村、长厝村、高埔村、永安村、西湖村、乌石村、石坑村、大布洋村、葫芦村、芝兰村、东华村、望上村、茆港村、溪尾村、北洋村、田一村、田三村、田四村、华林村、南埔村、南阳村。                                                                        |
| 雷岭镇               | 44.16           | 双老居委会   | 双老居委会、东老村、东新村、南溪村、仕可村、茶园村、旗北村、洋坑村、双新村、鹅地村、西坑村、济美村、店前村、麻埔村、东盘村、赤坪村、龟山村、松林村、霞厝村、龙坑村。 |
| 成田镇               | 56.77           | 溪东居委会   | 家美居委会、田中央居委会、溪东居委会、简朴村、西岐村、蓝丰村、西宅村、宁湖村、深沟村、上盐村、东盐村、大寮村、千山村、沙陂村、后坪村。 |
| 红场镇               | 85.3            | 苏林         | 苏林村、苏明村、四溪村、佳鸡村、金埔村、潘岱村、叠石村、尖峰村、高桂村、大溪坝村、大陂村、丰厝村、虎白坟村、中村、老村、后田村、蔡肥村、铁蜂胡村、大輋村、审者村、水头村、水美村、虎空村、林招村、仙田村、伍田村、巫字村。 |
| 胪岗镇               | 50.4            | 胪岗居委会   | 胪溪居委会、上厝居委会、胪岗居委会、胪新居委会、新庆村、泗黄村、泗和村、溪尾周村、四和村、新联村、新中村、新民村、上陇林村、五丰村、后安村。 |
| 两英镇               | 72.4            | 两英居委会   | 两英居委会、墙新居委会、美林居委会、陈库居委会、古厝居委会、永丰居委会，新圩居委会，新厝居委会，河浦居委会，墙老居委会，西陇居委会，高堂居委会，古溪居委会，崎沟村，后洋村、禾皋村、下小坑村、上小坑村、四十亩村、高美村、新寮门村、秋风村、圆山村、西新村、东北村、鹤丰村、鹤联村、凤华村、仙斗村与仙新村。                                                      |
| 仙城镇               | 55.044          | 仙门城居委会 | 深溪居委会、老五乡居委会、仙门城居委会、利陂村、梅径村、东浮山村、长春村、神仙里村、榕堂村、红墩村、七陂村、波溪村。 |
| 陈店镇               | 28.3            | 文光居委会   | 文光居委会、湖西居委会、柯围居委会、陈围居委会、陈店居委会、定安居委会、沟湖居委会、溪口居委会、溪仙居委会、美南居委会、汕柄村、新溪西村、福潭村、郑围村、三合村、北沟村、流溪村、范溪村、港后村、流仙村、内新村、上宅村、洋新村、洋老村、浮草村。 |
| 司马浦镇             | 30.5            | 司下居委会   | 大布上居委会、大布下居委会、司上居委会、司下居委会、蔡沟居委会、长陇居委会、下店村、华里西村、溪美朱村、美西村、港洲村、仙港村、上底村、下桥村、下美村、塭美村、港美村、下方村、窖洋村。 |

## 明朝隆庆
洪武十四年潮阳知县杨智丈量境内田土，开阡陌造册籍，更改旧十四团为十六都。团名虽废四乡之号在官文也不通行，但至清光绪年间邑人还犹称乡都。嘉靖四年（1525年）析出隆井都三分之一及大坭都、酉头都、惠来都给惠来县，四十二年（1563年）又析出𣴛水都、黄坑都、洋乌都给普宁县后，辖十都：县廓都、峡山都、黄陇都、举练都、贵山都、直浦都、竹山都、招收都、砂浦都、隆井都。到万历九年洋乌、𣴛水两都复归潮阳。
| 潮阳县区划一览表（1572年）                   |        | |
| 乡                                           | 都     | 村 |
| 新兴乡                                       | 县廓都 | 具体村落待补充 |
| 新兴乡                                       | 峡山都 | 和平、溪头、卢冈、埒头（旧作劣头）、占尾、桃谿、港头、成田、黄竹岐、港朴、砂陇、茆港（以上之村已有土寨），泗港、溪尾、西宅、白宫寨、墩头寮、大寮、半港寮（以上之村无寨） |
| 新兴乡                                       | 黄陇都 | 峡山、东溪、华桥、石尾岐、东沟、沟头、洋汾、东浦、大宅、瓯阬、鹤洋、高丰、蓝田、厚英（改名义英）、溪口、陈禾陂（以上之村谨设土围） |
| 新兴乡                                       | 洋乌都 | 时析出给普宁县，至万历九年复归潮阳。 |
| 兴仁乡                                       | 举练都 | 举练、梅花、临崑、仙村、后港、草潮、铜鉢盂、溪东子、壶瓶脰（星散分布并无寨建制） |
| 兴仁乡                                       | 贵山都 | 贵屿、大青洋、南陂、南洋、新陂、赤寮、官田、新桥、河陇、林前、林内、透口、神山子、下堤、蓝门、南陇、陇头、樟冈（以上之村俱有土寨），另外虎尾岭、李妈桥、北山洋山尾云陇大坑、横山、蛋家岐、塔口、塘北、福庭、北屿、月屿、玉窖、大陇、下淋、壬屿、麻埔陇、仓头寮，等村俱被倭寇掠夺毁坏，大半为丘墟。                                                                                               |
| 兴仁乡                                       | 𣴛水都 | 时析出给普宁县，至万历九年复归潮阳。 |
| 兴仁乡                                       | 黄坑都 | 时析出给普宁县。 |
| 奉恩乡                                       | 直浦都 | 广尾寨、大窖、上桥、曲路、溪内、新寨子、藤港、门辟、石井、寨头、前洋、后洋，（以上之村俱有土寨）北洋、新溪洋、西平、洋心、溪西、经头、灶浦、东村（以上之村无寨），直浦、柳岗、河尾、河下、苏洋、洋背、金沟、竹桥、东湖、井尾（以上之村多废寨）。 |
| 奉恩乡                                       | 竹山都 | 华阳、河溪、桑田、海田、西泸、凤山（因天順中以及嘉靖庚申间乡人抵御倭寇有力，临近诸乡人依附者万计。后嘉靖癸亥为倭寇所毁）、龟山、泉塘、赤水、陂头、陂尾、洋中。 |
| 奉恩乡                                       | 招收都 | 马窖、踏头埔（原本出精兵，曾出乡兵解潮阳县城被倭寇之围）、赤港、青林、下尾（林道乾受抚安插之地）、“左土右隶”头（以上之村俱有寨）、湖边、林后、东湖、许家洞、塘边、下里、东陇、南沙湾、鸡冈、羊背、大册、冈背、崎石、浮山、濠浦（有寨，毁于贼）、楼下（有寨，毁于贼）、孤山、军船头、半径、新寮、上浦、葛头、茂洲、坂上、西山、下围、丰积、白沙、溪头、下浍（曾一本受抚安插之地）、三寮、河渡门。 |
| 奉恩乡                                       | 砂浦都 | 砂浦（有寨）、施厝边、牛田、磊口门、苏梅湾、葛洲、澳头、上头、东湖（以上之村倭寇之乱几乎为荒村） |
| 丰欢乡                                       | 隆井都 | 古埕、渡头、平湖、后洲、甘泉、古汀、神山、练江、浦东（以上三村本设有土围，后被海寇焚毁） |
| 丰欢乡                                       | 大坭都 | 时已析出给惠来县 |
| 丰欢乡                                       | 酉头都 | 时已析出给惠来县 |
| 丰欢乡                                       | 惠来都 | 时已析出给惠来县 |
| 注：各乡都当时的情况参照林大春《潮阳县志》。 |        | |

## 清朝光绪
嘉靖年间析出六都给惠来县、普宁县后，乃后增民里七坊为附廓都，万历九年洋乌、𣴛水复归潮阳，是为十三都。雍正十年割𣴛水拓普宁尚存五图仍属潮阳改为附都，潮阳仍然为十三都。
| 潮阳县区划一览表（1884年）         | |
| 都                                 | 乡 |
| 县廓都                             | 北关、埔尾、蜑家宫、吉贝围（废）、北湖（废）、蠔礁、白竹仔、大白仔、林陇（废）、蠏埔（废）、小棉田、大棉田（以上之村在县北）、红塗窟、塗围（以上在县东南）、盐丁寮（废）、七里桥（废）、西洋（久废为围）、岭口尾（县西） |
| 附廓都                             | 海门、金浦、冈头、大南塘、小南塘、洞内、华径（废）、十家桥（废）、营前（废）、董井、湖边、洪洞、猷湾、沧洲、坟庵（废）、塔山后、官路、桥东、楼脚、太公庄、古戌、阬尾、新地、白土（隆庆中本义招许瑞林凤于此，后知县黄一竉上言不便） |
| 峡山都                             | 和平（分上中下三寨，上寨置有石堡把总驻防）、庐冈、埒头、占尾、图溪、港头（上下）、成田、华瑶、黄竹岐、港朴、砂陇、茆港、月丹围、廓宅（下）、后埔、大布洋、崎头寮、乌石埠、半港、大寮、墩头寮（废）、白宫仔（废）、后沟仔、新寮、濠陂、西埔、大潮、东宅、产石围、学老埔、杨厝围、杨梅山、暗阬、云阬、高沟围、叠石、五岭、砂陂潭、后翁寮、五峰、溪南、田中央、草埔、张公寮、葫芦寨、高厝寮、许厝寨、铺前仔、高埔、西沟、长厝、西湖、江山围、内浦、溪东围、牛埕、流聚潮、盐丁、牛沟、燉竃、宁湖、深沟、东围、后棚、山家、东坡、叶者洋、溪西、溪朴、东霄、巫二、芝兰质、中寮、望上、水汴、龙秋口、范厝围、福善村、上埔、洪厝巷、下厝、英才港、潘厝围、后沟、路尾、西尾岐、砂溪、谢厝围、塘下、楼前、临樵乡、大埔、千山寮、稳下、樟树厝、半港南、大埕尾、后埔仔、茆港南、刘厝寮、土尾、西湖肚、后宅、林厝围、南沟尾、寨尾、寨东、凤春、张甲、五厝围、上陇、三湖、上厝、兴朴、东里、仙家、大巷、后溪、江厝、新厝仔、北洋、中寮、港尾。 |
| 黄陇都                             | 东溪、石尾岐、阳溪、溪口、蓝田、后英、下桥、莿林港、拱桥、峡山、沟头、洋分、东浦、大宅、瓯坑、鹤洋、高丰、莿林港、拱桥、陈禾陂、华殿、英大埔、陈库寮、崎沟、山高寮、洪厝港、港内仔、陇仔、溪东、萧厝围、溪南、草荒、小阬上、桂东刘、洋内、桥东、寨外围、山尾、东山陈、寨仔（改名仁让里）、塭尾、董塘、沙溪、大西洋、宅港、墙围、莲塘、铺前仔、后洋、古溪、西港、白沙溪、小坑下、新安、湖仔、下家、草尾林、蔡厝地、溪心仔、枫林、松婆、东山、河浦寮、新埔仔、内湖、埔尾、风吹寮、顾厝寮、洪口輋、柯厝围、高田围、新寮门、太公庄、山沟寮、金枧寮、锦石湖、员山仔、石坟、牛角坵、西坑、林招、龙船岭、旗幅、古春、桥头、洋内郭、港头仔、寨外、永茂围、河尾杜、山后乡、桃溪乡、上厝、后田、永春围、塗寨、洋内柯、河内、田中央、上埔、沟仔围、占尾、新英、旗杆围、沟尾、永丰围、印石、马脚埔、坝上、善嘉围、龙潭、石碑仔、秋风岭、三斗田、安溪、林者氏、水尾、赤竹垭、贵埔、东湖。                                                     |
| 举练都                             | 梅花、鸭母寮、白石、仙溪、后港、临崑、草潮、草尾、铜鉢盂、溪西、胜前、溪东仔、壶瓶脰、渡头、尫轿、黄厝塭、阬畔地、潮下围、港口仔、蔡厝厅、洋尾寨、桶盘寨、贺陇、凤岐、下岐尾、凤港、市心、田心、下岐仔、凤心、市上、赵厝围、新寮、新厝乡、流西渡、龙船港、上围、前陇仔、临崑洞、大沟、田头埔。 |
| 贵山都                             | 南洋、下隄、新陂、赤寮、官田、新桥、贺陇、神山子、大阬、樟冈、横山、蜑家岐、墖口、福庭、玉窖、下淋、壬屿、鱼湖村、浮山、溪边、溪尾、土地、深坽、仙住、河尾、岐北乡、岐南乡、新寮仔、潮美、沟外、宅美、港"上辰下月"、新厝、岐内、东寮、岐头、屯内、下陇、仙湖、八斗、砂寨埔、深洋、上埔洋、厝后洋、仙埔地、坑东围、径下、莲塘仔、仙地、乌窖、沟南、鲎壳淤、松柏山、石佛、案前、万成、进仔、永丰围、西美、下洋寮、下尾、青洋山、乌门埕、桥仔头、石夹、姜厝寮、卢厝寮、下家、石壁、新案下、牛踏埔、杜蒣岭、内寮角、后沟、牛头山、仙陂仔、虎山、山前、赤寮下、凤林、前洋、谢厝围、壬屿北。 |
| 直浦都                             | 门辟、直浦、柳岗、金沟、曲路、溪内、大窖、广尾寨、上桥、藤港、石井、新寨仔、寨头、前洋、后洋，新溪洋、北洋、西平、洋心、溪西、径头、竃浦、东村、河尾、河下、苏洋、洋背、夏林、竹桥、东湖、井尾、上仓、京头北、杨梅寮、丰饶、霞霖（久废为围）、陈家围、大围埔、西寮、福仓、员山仔、路内外、桥东、院后、棉达桥、京北林、宅美、桥头、欧厝围、陂头仔、上底、树下、东围、北畔、石鼓、宅上、埔上、新寮、东里、华冈、花围、西沟、溪头仔、上下岐、新庙、宫山、神山宫、田心围、后埔、安兴、溪头寮、刘厝围、芦塘、东阬、人家中、小东湖、港边、埔尾、港尾仔、程厝围、港底、深阬、吴厝围、溪西寮、堂后、河腰、上寮仔、溪头、洋尾、前宫、大寨头、港内、何头、岐头、头寨仔、新庵、铁港、陂头、人家头、外洋、沟头、山家。 |
| 竹山都                             | 河溪、桑田、海田、西泸、龟山、泉塘（既白水塘）、凤山（因天順中尝协攻夏岭以及嘉靖庚申间乡人抵御倭寇有力，临近诸乡人依附者万计，嘉靖癸亥为倭寇所毁，再后又屯聚）、赤水、陂尾、店后、洋中、青口、内輋、外輋、夹山、乌岩、姐墓陵、岩前、埔尾、洋文、新寮、乌石、竹林、北步、粪箕湾、牛眠、埕仔、员林、竹山岭、上陇、下陇、南陇、桃李溪、下地、仙桂、上阬、马厝寮、牛埔、东底、新地、椶槯寮、观石、横山、月x、屿脚、龙仔、后埔、南寮、东门社、旧寨、王老虎、中寨、山头、洞口、白浮树、浮山、华阳、西郊。 |
| 招收都                             | 踏头埔（达濠招宁司、既水师守备驻此）、林石、东湖、许家洞、塘边、华里、东陇、南山（既南沙湾）、鸡冈、马滘、洋背、大册、冈背、碕石、浮山、濠浦、楼下、孤山（废）、军船头（废）、半径（废）、新寮、上浦、葛头、茂洲、坂上（废）、西山（废）、赤港、青林、下围（废）、埭头、丰积（久废为围）、下尾（一名华美隆庆间抚林道乾安插与此竟叛去，已久废为围）、白沙、三寮、河渡、广澳（废）、溪头、下浍、西墩、东畔围、朱厝围、大浍、长围、罗厝围、路头崎、上头、里前、棉花村、渡头仔、大浦寮、占店。 |
| 砂浦都                             | 砂浦、施厝边、牛田、磊口门、葛洲、苏梅湾（久废为埠）、澳头、松子山、湖仔（废）、东湖、茂洲、郑厝围、葛围、黄厝围、头寮、上人家、中寮、附中尾、尾寮。 |
| 隆井都                             | 练江（废）、古埕、浦东、平湖东、平湖西、古汀、神山、甘泉（废）、后溪墘（废）、凤洲、渡头、陇尾、东门仔、上店、南厝、芦池、东溪头、益裕（既新乡）。 |
| 洋乌都                             | 深溪、利陂、华里、仓头、东浮山、山门、溪口、泗尾、沟湖、流溪、石桥头、上宅、桂梓林、石港、黄牛寮、山门城、浮屿、浮洋、金竹林、九坵、浮尾、司马浦、禾沟、蔡沟、潇渡、仙港、大长陇、大布、"土交"塘、华里东、下桥仔、波浪溪、第七陂、军埔、林八渡、连厝围、上底、港东、新住围、西洋仔、牛草渡、港后、早美、新地、内围、洋乌洲、足食寮、陈八车、洋西、清和围、黄厝围、第三坛、上塘仔、西陇仔、院前、新寮、长陇、下铺寮、山柄、红墩、永乐围、陇宅、大輋、龟山湾、港美、下岐、外围、霞处、草尾、葫芦寨、橘仔脚、窖岐、浮洲、岐头仔、埔掘岐、桥东、塗寨、人家头、新墟、小坛、田中央、西桥头、后坛岐、人家长、栅仔、林厝围、下厝、下寮仔、沟湖仔、北沟、周厝围、柯厝围、颜厝围、六斗坛、山门西、东湖、白茫溪、溪南、上寮、清湖、赵厝围、溪头、宅上、后港、松柏林、能坑、龙坑、露厝乡、卜厝仔、田墘、店前、榕堂、安平里。 |
| 附都                               | 村落情况不详 |
| 注：当时的情况参照周恒《潮阳县志》 | |

## 民国时期
民国22年（1933）析出两英圩、河浦寮、顾厝寮、四美、古溪、墙围、圆山仔、金瓯、风吹、山沟寮、龟山湾、三顺、流汾水、后棚、秋风岭、牛角丘、林者世、赤竹垭、林招等18乡村与普宁惠来一部分区域合并成立南山移垦委员会，民国24年改称南山管理局，民国37年民国政府指令改置为南山县。1950年南山县撤销，原属潮阳县的十个乡村划归潮阳。
| 潮阳县区划一览表（1934年） |      |      | |
| 区名                       | 乡数 | 镇数 | 乡（镇）名 |
| 一区                       | 13   |      | 归厚、淳化南、淳化北、平和东、平和西、兴让、南薰、南桂、锦缠、洞内、东郊联、金浦、梅花。 |
| 二区                       | 4    | 1    | 风岗、大南塘、小南塘、外四，海门(镇)。 |
| 三区                       | 30   |      | 达濠、附浦、南山、葛园、上人家、河浦、埔头、松柏山、珠浦、磊口、葛洲、广澳、塘边、洋背、下底、下芽、玉石、洞豪、岗背、上头、凤岗、新寮、东湖、三寮、林后、马活、赤港、澳头、溪头、青林。                                                                           |
| 四区                       | 8    |      | 和平上中、港头、西岐、溪头上厝、石米岐、溪头下厝、里美下寨、胪岗。 |
| 五区                       | 23   |      | 峡山、泗水黄、泗水联、溪尾、西港、桃溪、夏东浦、莲塘、上东浦、大宅、英大埔、鹤洋、陈禾陂、洋沟、洋汾陈、义英、华桥五、华桥六、华桥东、南田、洋内、东溪、图溪。 |
| 六区                       | 16   |      | 大亨、新桥、横山六乡、仙陂、宅尾十三乡、谷饶、溪西、下练、石佛八乡、南洋上、南洋下、华美、上练、八堡、胜前、深洋。 |
| 七区                       | 10   |      | 沙陇、井都、下家溪尾、成田溪东、华瑶西、简朴、八堡、盐汀、深沟、成田中央。 |
| 八区                       | 40   |      | 福仓、金溪、柳岗、玉路、玉浦、南炮台、沟头、堂后、桥头、花园、前洋、田东、路内、路外、宅美、埔上、树厦、港底、洋贝、金钩、华阳、泉塘、风山郑、内八、海埔石、玉井张叶、凤山庄、邹阳、东里、华岗、夏底、灶浦、玉井林、外八、凤山李、大园埔、桥东、西胪、陂尾、桑田。 |
| 九区                       | 5    | 7    | 溪尾、禾沟、高堂、华殿、媪尾，西南(镇)、西北(镇)、大布(镇)、司马浦(镇)、金溪(镇)、仙城(镇)、仙港(镇)。 |